# Hank Roberts
Hank Roberts (* 24. března 1954) je americký jazzový violoncellista. Klasickou hru na violoncello začal studovat ve svých deseti letech a později porůznu hrál také na pozoun, kytaru a klavír. Když mu bylo devatenáct let, začal docházet na Berklee School of Music a brzy poté začal hrát s baskytaristou Billem Frisellem. Prvním albem, které vyšlo pod jeho jménem, bylo Black Pastels z roku 1987. Během své kariéry spolupracoval s mnoha hudebníky, mezi které patří například Marilyn Crispell, Seigen Ono, Carol Emanuel a Alex Cline.